# 美国国际影业
美国国际影业（英語：American International Pictures，縮寫：AIP）是米高梅旗下的一家美国电影制作公司。它最开始是一家独立的公司，建立于1954年，第一部影片是1953年英国纪录片《马来亚行动》。它致力于发行以双重影片形式包装的低成本电影，主要针对青少年观众。
该公司在1980年卖给Filmways，1982年后者被猎户座影业收购，猎户座影业在1997年被米高梅收购。被收购后，它停业了近40年，2020年10月7日，米高梅宣布恢复使用AIP商标。